# Mötet i Alsnö hus 1280
Mötet i Alsnö hus 1280 var en sammankomst som hölls i Alsnö hus för att diskutera och besluta om Sveriges angelägenheter. Det genomfördes under september 1280.
I anslutning till mötet utfärdades Alsnö stadga av kung Magnus Ladulås, troligen 27 september 1280. Detta möte var bara ett av många som innan dess hade avhandlat de spörsmål som stadgan tar upp. 